# Џозеф Китинџер
Џозеф Вилијам Китинџер II (енгл. Joseph William Kittinger II; Тампа, 27. јул 1928 — Орландо, 9. децембар 2022) био је официр ваздухопловства Сједињених Држава (УСАФ) од 1950. до 1978. године. Био је борбени пилот који је стекао статус командног пилота и пензионисан као пуковник. Држао је светски рекорд за највиши скок падобраном — 102.800 ft (31,3 km) — од 1960. до 2012.  
Учествовао је у пројектима летова балоном на великим висинама пројекат Мeнхaj и пројекат Екселсиор од 1956. до 1960. године и био је први човек који је у потпуности био сведок закривљености Земље.
Као пилот борбеног авиона током Вијетнамског рата, Китинџер је оборио северновијетнамски млазни ловац МиГ-21 . Касније је такође оборен, након чега је провео 11 месеци као ратни заробљеник у затвору у Северном Вијетнаму пре него што је враћен 1973.
Године 1984. постао је прва особа која је самостално прешла Атлантски океан у гасном балону.
Године 2012, Китинџер је учествовао у пројекту Ред бул стратос као комуникатор у капсули у 84. години, усмеравајући Феликса Баумгартнера на његовом 24 mi (39 km) слободном паду из стратосфере Земље, чиме је оборио Китинџеров рекорд стар 53 године. Баумгартнеров рекорд је две године касније оборио Алан Јустас.